# Raión de Bóljov
El raión de Bóljov (ruso: Бо́лховский райо́н) es un distrito administrativo y municipal (raión) ruso perteneciente a la óblast de Oriol. Se ubica en el norte de la óblast. Su capital es Bóljov.
En 2023, el raión tenía una población de 15 224 habitantes.
El raión es limítrofe al noroeste con la óblast de Kaluga y al noreste con la óblast de Tula.

## Subdivisiones
Comprende la ciudad de Bóljov (la capital, que forma un ayuntamiento urbano sin pedanías) y 221 localidades rurales, estas últimas agrupadas en los siguientes trece asentamientos rurales:
- Bagrinovo (con capital en Fatnevo)
- Borílovo
- Borovoye (con capital en Koziulkina)
- Guerásimova (con capital en Bliznenskiye Dvory)
- Gnezdílovo
- Zlyn (con capital en Zlynski Konezavod)
- Medvedki (con capital en Viázovaya)
- Mijneva (con capital en Shcherbovski)
- Novi Sinets
- Odnoluki
- Suryanino
- Jútor (con capital en Seredichi)
- Yamskiye Vyselki (con capital en Krivcheye)